# Pafnuzio di Tebe
Pafnuzio di Tebe, noto come Pafnuzio il Confessore (in latino Paphnutius) (... – IV secolo), fu vescovo di una città nella Tebaide superiore all'inizio del IV secolo e uno dei membri più importanti del primo Concilio di Nicea nel 325. Viene considerato uno dei discepoli di sant'Antonio abate. La Chiesa lo considera santo e lo ricorda l'11 settembre.

## Agiografia
Una delle poche fonti per ricostruire la vita di Pafnuzio è la Historia Ecclesiastica di Rufino di Concordia, il quale ricorda (Libro I, 4) che Pafnuzio partecipò al concilio di Nicea in qualità di vescovo di una delle regioni d'Egitto e che per mezzo suo erano avvenuti molti fatti prodigiosi (esorcismi e guarigioni d'ogni tipo). Ma l'esistenza stessa di Pafnuzio è stata contestata dallo storico Friedrich Winkelmann, che rileva la stranezza che Pafnuzio non viene mai menzionato da Atanasio, che pure ha combattuto l'arianesimo.
La questione è complicata dal fatto che, oltre a Rufino, anche Epifanio di Cipro nella sua opera Panarion de Haeresibus descrive la vita di un vescovo di nome Pafnuzio, il quale dopo essere stato confessore della fede, avrebbe aderito all'eresia del vescovo Melezio, sorta intorno al 306 e condannata dal Concilio di Nicea nel 325.
Pafnuzio sarebbe stato perseguitato per la sua fede cristiana: aveva subito la mutilazione del ginocchio sinistro e la perdita dell'occhio destro sotto l'imperatore Galerio Massimo e successivamente condannato alle miniere.
Rufino rivela inoltre che l'imperatore Costantino stimava molto Pafnuzio, riservandogli un trattamento particolare ogniqualvolta questi si presentava a palazzo: lo abbracciava e gli baciava l'orbita rimasta vuota a causa della violenza delle persecuzioni che aveva subito. La tortura subìta da Pafnuzio ricorda da vicino il racconto che Eusebio fa delle sevizie patite dai confessori egiziani esiliati in Palestina sotto l'imperatore Massimino Daia e descritte ne I martiri di Palestina (Libro VIII, 1).
Alcuni storici delle Chiese antiche sostengono che Pafnuzio ebbe un ruolo importante, forse decisivo, nel dibattito al Concilio di Nicea sul tema del celibato del clero. Sembra che la maggior parte dei vescovi di allora erano disposti a seguire il canone del Concilio di Elvira che vietava rapporti coniugali a quei vescovi, sacerdoti, diaconi, e sub-diaconi, che si erano sposati prima dell'ordinazione. Pafnuzio avrebbe pregato con fervore i suoi colleghi vescovi di non imporre tale obbligo: propose, "in conformità con l'antica tradizione della Chiesa", che solo coloro che erano celibi al momento dell'ordinazione dovessero continuare ad osservare la continenza, ma, d'altra parte, che "nessuno dovesse essere separato da colei a cui era stato unito mentre non era ancora ordinato". La grande venerazione in cui era tenuto (insieme al fatto ben noto che egli stesso aveva osservato la più rigida castità per tutta la vita) diede peso alla sua proposta, che fu approvata all'unanimità. Il Concilio lasciava così alla discrezione degli ecclesiastici sposati se continuare o interrompere i loro rapporti coniugali.
Pafnuzio sarebbe stato anche uno zelante difensore dell'ortodossia di fronte all'eresia ariana: presumibilmente accompagnò Atanasio al primo Sinodo di Tiro nel 335. 
Rufino descrive, sempre nella Historia Ecclesiastica (Libro I, 18), il modo con cui Pafnuzio intervenne durante le fasi preliminari dell'assise per convincere Massimo, vescovo di Gerusalemme, ad allontanarsi da coloro che si opponevano ad Atanasio, accusandolo di aver molestato una donna.
Pafnuzio viene inoltre ricordato come conversore di santa Taide.

### Pafnuzio al concilio di Nicea
Socrate di Costantinopoli, vissuto a cavallo tra il IV ed il V secolo, nella sua Historia Ecclesiastica (Libro I, XI, 3-7) ricorda l'intervento di Pafnuzio al concilio di Nicea a difesa del clero uxorato. Egli sostenne che non era giusto impedire ad un uomo sposato di avere rapporti coniugali con la propria moglie dopo esser stato ordinato prete. Egli definì il matrimonio onorabile e i rapporti sessuali tra coniugi casti. Osservò anche che non tutti sono capaci di sopportare l'ascesi della perfetta continenza. Propose quindi di non inasprire ulteriormente la disciplina della Chiesa, che già  di non permetteva di sposarsi a chi era stato consacrato vescovo, prete, diacono o suddiacono. Secondo quanto scrive Socrate, l'assemblea decise di ascoltare Pafnuzio e stabilì che si astenesse dai rapporti sessuali con la propria moglie solo chi lo desiderasse. 
Socrate inserisce nel discorso di Pafnuzio anche un'ulteriore informazione biografica: il santo sarebbe cresciuto presso una comunità di asceti. 
Lo storico Sozomeno nello stendere la sua Historia Ecclesiae recuperò da Socrate i dati relativi all'intervento di Pafnuzio al concilio di Nicea.
Questo ciò che accadde al concilio di Nicea. Ma quanto descritto da Socrate è attendibile? Alcuni storici, tra cui Baronio, i Bollandisti, Zaccaria, Bickell e Stickler considerando il fatto che nella lista dei nomi dei Padri conciliari contenuta dall'edizione dei documenti conciliari di Nicea elaborata da Valesio (PG 67, coll. 101-102) manca il nome di Pafnuzio e che di questo discorso Rufino non ne fa minimamente accenno, concordano nel valutare il discorso di Pafnuzio al concilio di Nicea come un'aggiunta dello storico Socrate, accolta successivamente per vera anche da Sozomeno. L'edizione di Hansen dell'opera socratica fa riferimento anche alle edizioni armene della medesima, che rivelano invece il nome di Pafnuzio nella lista dei vescovi. Tale differenza è spiegata da Hansen con la tradizione di scrivere i nomi dei vescovi in doppia colonna, la seconda delle quali veniva tralasciata in alcuni manoscritti. A partire da queste considerazioni molti studiosi (tra cui Pampaloni, Hefele, Funk, Vacandard, Plöchl, Marchisano) considerano l'episodio come veramente accaduto.
Come spiegare l'intervento di Pafnuzio a difesa del clero uxorato e della possibilità dei presbiteri coniugati di unirsi alle loro mogli anche dopo la consacrazione sacerdotale? Hensen ritiene di poter giustificare la tensione riscontrata in aula durante il concilio di Nicea intorno a questo tema riconducendola ad una lotta interna al cristianesimo orientale. Alcuni vescovi orientali, tra i quali in particolare il campione dell'ascetismo orientale, Auxanone, avrebbero proposto di promuovere l'ascetismo monastico anche tra il clero secolare. A questo estremismo ascetico si sarebbe opposto Pafnuzio, portavoce della maggioranza assembleare. Pafnuzio ritenne di appoggiare l'antica tradizione ecclesiastica, che difendeva il matrimonio del clero. Secondo altri studiosi la proposta avrebbe avuto origine nel ristretto gruppo dei vescovi occidentali, tra i quali spicca Osio, vescovo di Cordova, portavoce di Costantino e secondo firmatario dei documenti del sinodo di Elvira. Secondo questi storici, questa origine spiegherebbe meglio la compatta opposizione dell'assemblea (per lo più composta da vescovi orientali) a tale proposta e il fatto che Pafnuzio nella sua arringa in difesa dell'uso del matrimonio per il clero sposato non colleghi la proposta contraria ad alcun ideale ascetico, ma la consideri come una nuova legge avversa alla tradizione.

## Culto
La sua festa nelle Chiese orientali è il 19 aprile, mentre per la Chiesa cattolica romana è l'11 settembre.
Dal Martirologio Romano alla data dell'11 settembre: "Commemorazione di san Pafnuzio, vescovo in Egitto: fu uno di quei confessori della fede, condannati alle miniere sotto l'imperatore Galerio Massimino, dopo che fu loro cavato l'occhio destro e tagliato il tendine del piede sinistro; prese in seguito parte al Concilio di Nicea, dove lottò strenuamente per la fede cattolica contro gli ariani".

## Letteratura
Pafnuzio è il protagonista del romanzo Taide di Anatole France, in cui si racconta la vicenda della conversione di Santa Taide.